# 16街
16街是华盛顿哥伦比亚特区西北区的一条南北向干道，有一段被列入国家史迹名录，称为“16街历史街区”。
16街是朗方首都规划的一部分，开始于白宫以北，在H街跨越拉斐特广场，呈直线继续向北，经过K街、斯科特圆环、石溪公园和沃尔特·里德陆军医疗中心，然后穿越东大道进入马里兰州银泉，在那里结束于乔治亚大道。从K街到特区边界的16街是国家公路系统的一部分。16街全长71⁄2英里（12.1）。
美国曾经使用过的本初子午线——华盛顿子午线就是沿着这条街。
由于靠近白宫，许多国家都在16街设立使馆。许多宗教派别都在此设立教堂，使这条街获得绰号"Church Row." 

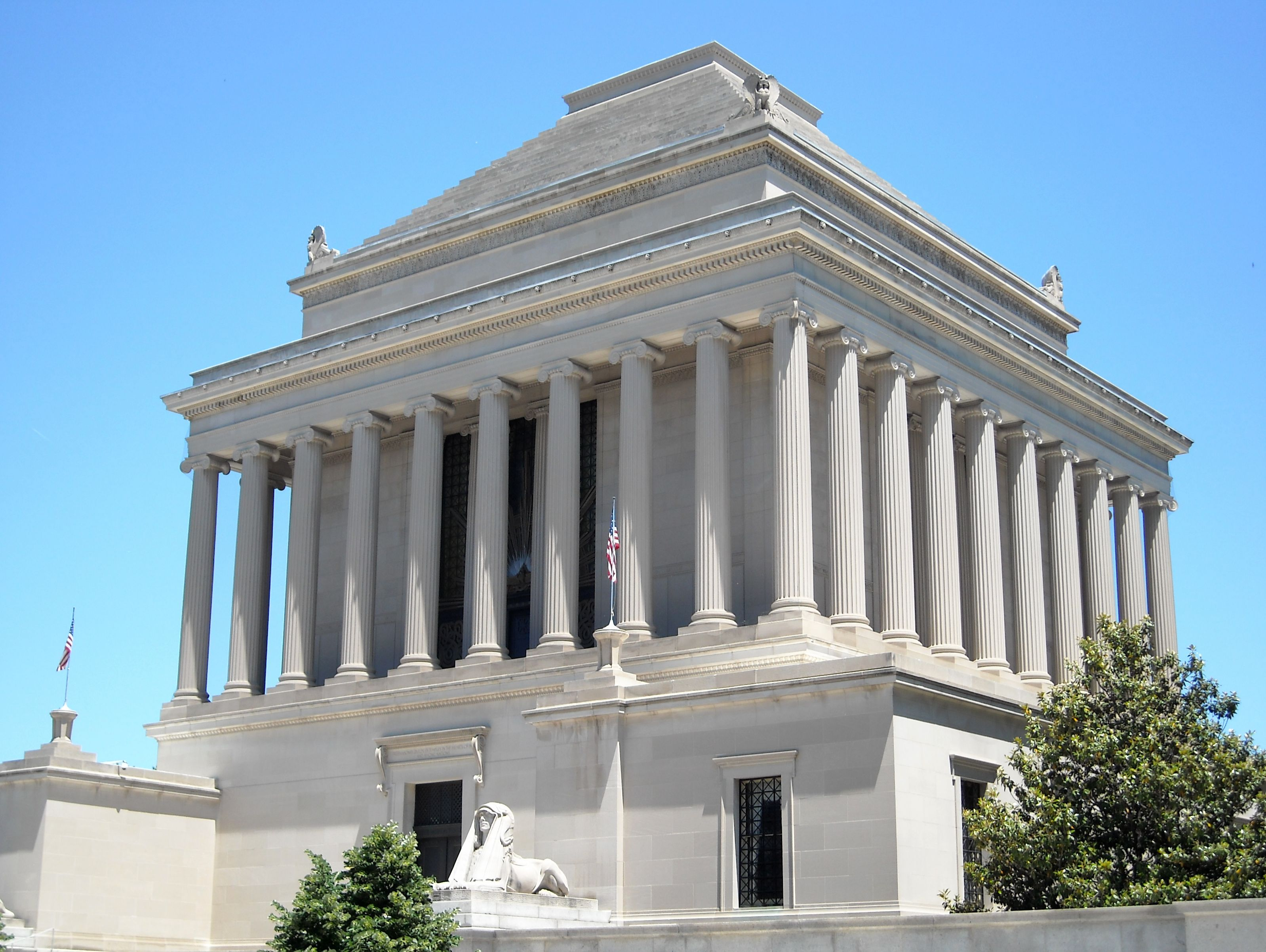
圣殿堂